# Sclerotinia sclerotiorum
Sclerotinia sclerotiorum é uma espécie de fungo patogênico de plantas e o principal causador da doença do mofo-branco. Também pode ser conhecido como podridão-de-Sclerotinia, podridão-de-maçãs-do-algodoeiro, podridão-mole-aquosa, podridão-do-caule, podridão-da-coroa e queima-das-flores. Uma característica típica desse patógeno é sua capacidade de produzir estruturas pretas em repouso, conhecidas como escleródios, e crescimentos brancos e difusos de micélio na planta infectada. Esses escleródios dão origem a um corpo de frutificação na primavera que produz esporos em um saco, razão pela qual os fungos dessa classe são chamados de Ascomicetos.

## Importância
O mofo branco afeta uma ampla gama de hospedeiros e causa a podridão do caule por esclerotinia. Sabe-se que ele infecta 408 espécies de plantas. Como um patógeno não específico de plantas, a variedade de hospedeiros e a capacidade de infectar plantas em qualquer estágio de crescimento tornam o mofo branco uma doença grave. O fungo pode sobreviver em tecidos infectados, no solo e em plantas vivas. Ele afeta mudas jovens, plantas maduras e frutas no campo ou no armazenamento. O mofo branco pode se espalhar rapidamente no campo, de planta para planta. Ele também pode se espalhar em uma instalação de armazenamento por toda a safra colhida. Algumas culturas comumente afetadas são a soja, o feijão verde, girassol, canola e amendoim. O mofo branco é o patógeno mais comum que afeta o girassol e causa redução na produtividade em todo o mundo, incluindo os Estados Unidos, o norte da Europa, a Grã-Bretanha e a Rússia. Os hospedeiros economicamente significativos incluem Vicia faba, para a qual Lithourgidis et al realizaram um extenso trabalho ao longo dos anos.

## Ecologia
O fungo prolifera em ambientes úmidos e frios. Em condições de campo úmido, S. sclerotiorum é capaz de invadir completamente uma planta hospedeira, colonizando a maior parte dos tecidos da planta com o micélio. As temperaturas ideais para o crescimento variam de 15 a 21 graus Celsius. Em condições úmidas, S. sclerotiorum produzirá uma abundância de micélio e escleródios. Como a maioria dos fungos, o S. sclerotiorum prefere condições mais escuras e sombreadas em vez da exposição direta à luz solar. Especificamente para a soja, as condições ideais incluem temperaturas do dossel inferiores a 28 °C e umidade da superfície da planta por 12–16 h diariamente ou umidade contínua da superfície por 42–72 h.

## Ciclo de vida
O ciclo de vida da Sclerotinia sclerotiorum pode ser descrito como monocíclico, pois não há produção de inóculos secundários. Entre o final do verão e o início do outono, o fungo produzirá uma estrutura de sobrevivência chamada esclerócio sobre ou dentro dos tecidos de uma planta hospedeira. Os esclerócios de S. sclerotiorum podem permanecer viáveis por pelo menos três anos e germinar para produzir corpos frutíferos chamados ascocapo, que são caules pequenos e finos que terminam com uma estrutura semelhante a uma xícara com cerca de 3 a 6 mm de diâmetro. O cálice do apotécio é revestido por ascos, nos quais os ascósporos estão contidos. Quando os ascósporos são liberados dos ascos, eles são carregados pelo vento até pousarem em um hospedeiro adequado. Os ascósporos de S. sclerotiorum infectam o tecido da planta hospedeira acima do solo e começam a invadir os tecidos do hospedeiro por meio do micélio, causando infecção. S. sclerotiorum é capaz de invadir quase todos os tipos de tecido, incluindo caules, folhagens, flores, frutos e raízes. Eventualmente, um micélio branco e fofo começará a crescer na superfície dos tecidos infectados. No final da estação de crescimento, S. sclerotiorum produzirá escleródios novamente. Os escleródios permanecerão na superfície do solo ou no solo, em partes vivas ou mortas da planta, até a próxima estação. O ciclo de vida continuará então respectivamente.
Existem duas teorias que tentam explicar a maior parte da virulência do S. sclerotiorum : a teoria dependente de oxalato e a teoria dependente de pH. A teoria do oxalato era muito confiável porque os mutantes ultravioleta que produzem a interrupção da produção de ácido oxálico têm virulência drasticamente reduzida. Resultados semelhantes também foram obtidos com Botrytis cinerea, um patógeno similarmente produtor de ácido oxálico, com knockouts semelhantes. Entretanto, Davidson et al 2016 e outros criaram hospedeiros transgênicos para oxalato oxidase e oxalato descarboxilase e registraram os resultados dia a dia.

## Controle

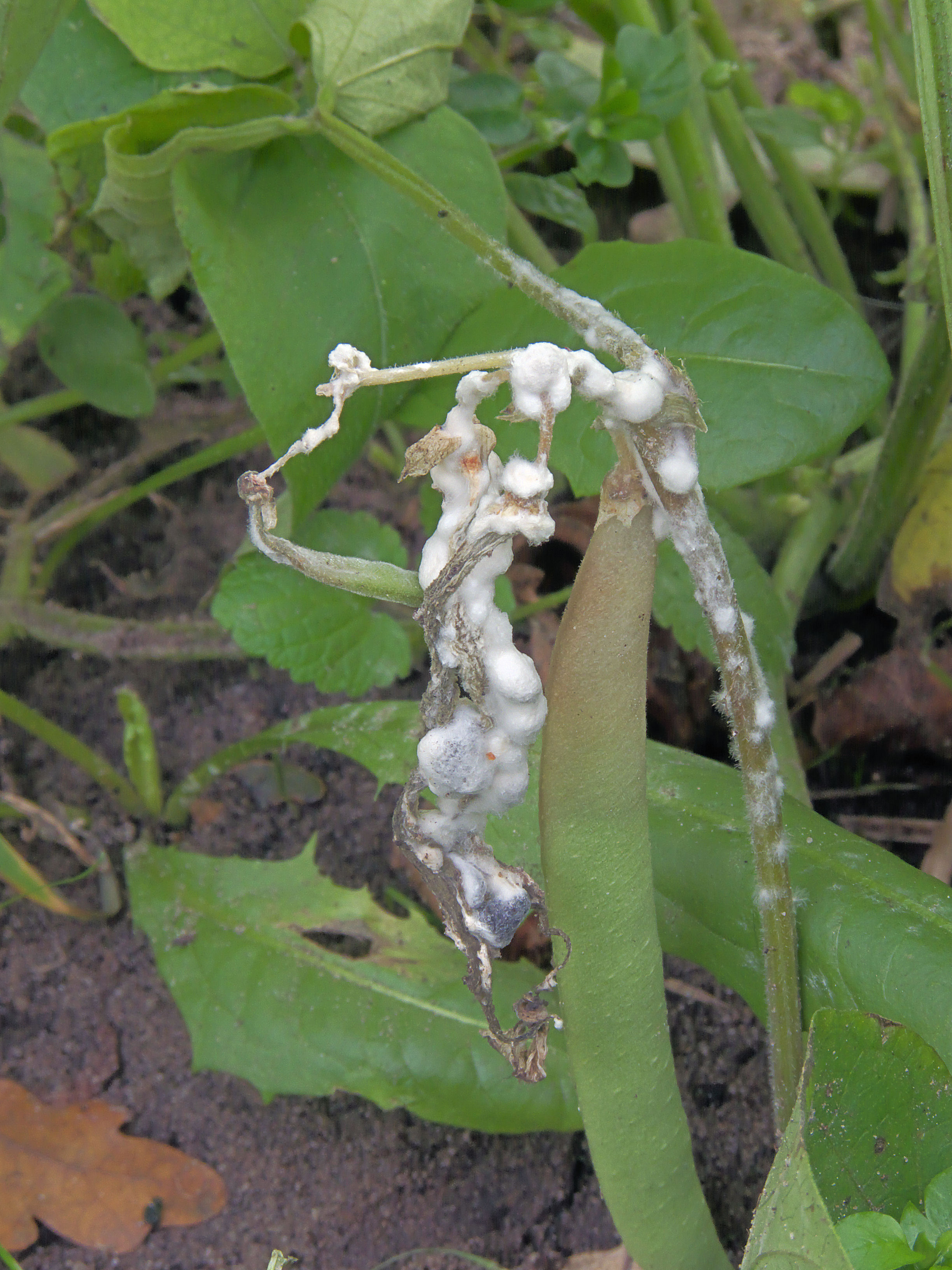
Sclerotinia sclerotiorum no feijão

O controle do mofo branco nas plantações pode depender muito de práticas culturais, biológicas e químicas. As práticas culturais incluem o plantio de culturas resistentes a doenças, plantio em densidades mais baixas e maior espaçamento entre linhas para promover a circulação de ar. Isso permitiria a criação de microclimas menos favoráveis ao desenvolvimento de doenças. Além disso, a irrigação excessiva deve ser evitada até que a floração (que é o período mais ativo de infecção) tenha cessado.> Além disso, nas áreas suscetíveis, as rotações de culturas devem incluir pelo menos dois a três anos de culturas não hospedeiras (por exemplo, cereais e milho). Um bom controle de ervas daninhas também pode limitar a quantidade de plantas hospedeiras em um campo e reduzir a pressão do mofo branco. Os campos com forte pressão de doenças também podem ser inundados por um período de quatro a cinco semanas, de modo que os escleródios podem perder sua viabilidade. A redução da lavoura também pode reduzir o número de esporos viáveis de S. sclerotiorum.
Coniothyrium minitans, um celomiceto distribuído mundialmente, é um patógeno de S. sclerotiorum e é um agente de biocontrole comercial para a podridão do caule da esclerotínia. A aplicação de C. minitans deve ocorrer três meses antes do desenvolvimento de S. sclerotiorum e ser incorporada ao solo. O uso correto de C. minitans pode reduzir a podridão do caule de S. sclerotiorum em 95%.
Fungicidas sistêmicos e de contato são registrados para modelos brancos. Por exemplo, na soja, existem três classes de fungicidas que são rotulados para o controle do mofo branco: carbamatos de metil benzimidazol, inibidores da succinato desidrogenase e inibidores da desmetilação.. Além disso, também foi relatado que herbicidas contendo lactofeno controlam indiretamente o mofo branco.